# Лужский бригадный район ПВО
Лужский бригадный район ПВО — соединение противовоздушной обороны (ПВО) РККА Вооружённых Сил СССР, до и во время Великой Отечественной войны.
Лужский бригадный район противовоздушной обороны страны, имел задачу по защите от воздушного нападения городов Луга, Нарва и южных подступов к Ленинграду.

## История
В мае 1941 года Псковский бригадный район ПВО был переформирован в Лужский бригадный район ПВО. Управление района передислоцировалось в Лугу.
В составе действующей армии во время Великой Отечественной войны с 22 июня 1941 года по 22 сентября 1941 года. На 15 июля 1941 года район уничтожил 19 самолётов противника. 9 августа 1941 года, только силами одной батареи, было уничтожено 4 самолёта противника. 22 сентября 1941 года переименован в Ладожский бригадный район ПВО.

## Состав на

### 22.06.1941 года
- 1-й отдельный зенитный артиллерийский дивизион[2] (Новгород, 1 батарея Старая Русса)
- 29-й отдельный зенитный артиллерийский дивизион (Псков)
- 251-й отдельный зенитный артиллерийский дивизион[2]
- 416-й отдельный зенитный артиллерийский дивизион[2]
- 432-й отдельный зенитный артиллерийский дивизион[2]
- 3-й батальон ВНОС[2]

### ??.??.1941 года
- 474-й зенитный артиллерийский полк [3]
- 37-й отдельный зенитный артиллерийский дивизион (?)
- 205-й отдельный зенитный артиллерийский дивизион
- 207-й отдельный зенитный артиллерийский дивизион
- 446-й отдельный зенитный артиллерийский дивизион
- зенитный артиллерийский дивизион курсантов ЛАТУ
- 3-й отдельный батальон ВНОС [4]

## В составе
| Дата       | Фронт (округ)                                   | Армия                      | Примечания |
| ---------- | ----------------------------------------------- | -------------------------- | ---------- |
| 22.06.1941 | Ленинградский военный округ (Северная зона ПВО) | -                          | -          |
| 01.07.1941 | Северный фронт (Северная зона ПВО)              | -                          | -          |
| 10.07.1941 | Северный фронт (Северная зона ПВО)              | Лужская оперативная группа | -          |
| 01.08.1941 | Северный фронт (Северная зона ПВО)              | Лужская оперативная группа | -          |
| 01.09.1941 | Северный фронт (Северная зона ПВО)              | Лужская оперативная группа | -          |

## Командиры

### Командующий районом
- генерал-майор артиллерии С. Е. Прохоров[5].

### Начальник штаба
- полковник А. С. Макашутин[5].